# Prozessor (Software)
Mit Prozessor als Softwarekomponente (von lat. procedere: voranschreiten) werden in der EDV und der Softwaretechnik Computerprogramme bezeichnet, die im Rahmen einer Gesamtverarbeitung eingesetzt werden, um Daten für spätere Verarbeitungen vorzubereiten oder erzeugte Daten nachträglich aufzubereiten/darzustellen.   

## Beispiele
- Ein Präprozessor, in der Softwaretechnik zum Teil auch 'Präcompiler' genannt, ist ein Computerprogramm, das Eingabedaten vorgelagert bearbeitet und sie in veränderter Form für einen späteren Arbeitsschritt (in dem die eigentliche Verarbeitung stattfindet) bereitstellt.

- Der Postprozessor dient ganz allgemein zur visuellen Darstellung bzw. Auswertung vorher erzeugter Ergebnisse. Mit dem Postprozessor ist es möglich, die Ergebnisse z. B. aus einer Finite-Elemente-Simulation auf unterschiedliche Arten und Weisen auf dem Bildschirm (grafisch) darzustellen. Die Ergebnisse werden entsprechend durch den Postprozessor aufbereitet, so dass z. B. Bereiche gleicher Beanspruchung eines simulierten Bauteils durch Isolinien oder durch gleiche Färbung in Farbverläufen dargestellt werden. Die Isolinien und Farbverläufe werden farblich gemäß einer Werteskala angezeigt, so dass ein Lokalisieren der kritischen Spannungs- und Verformungs-Bereichen durch einfaches Betrachten des Schaubilds möglich ist.

- Als Makroprozessor wird ein Computerprogramm bezeichnet, welches Zeichenfolgen innerhalb eines Textes durch andere Zeichenfolgen ersetzen. Ein bekannter Makroprozessor ist z. B. Teil des Textsatzprogramms TeX. Auch der C-Präprozessor der Sprache C ist ein Makroprozessor. Ebenso können sogenannte Makroassembler mit einem integrierten Makroprozessor im Assembler-Quelltext enthaltene Makros vor der eigentlichen Assembler-Übersetzung durch die entsprechende Folge von Assemblerbefehlen ersetzen.

- Vom englischen Begriff „wordprocessor“ abgeleitet wird in der Datenverarbeitung manchmal der Ausdruck Textverarbeitung für ein Textprogramm (OpenOffice/LibreOffice, MS-Word, Wordstar, WordPerfect, Starwriter etc.) verwendet.